# Іонне розпилення

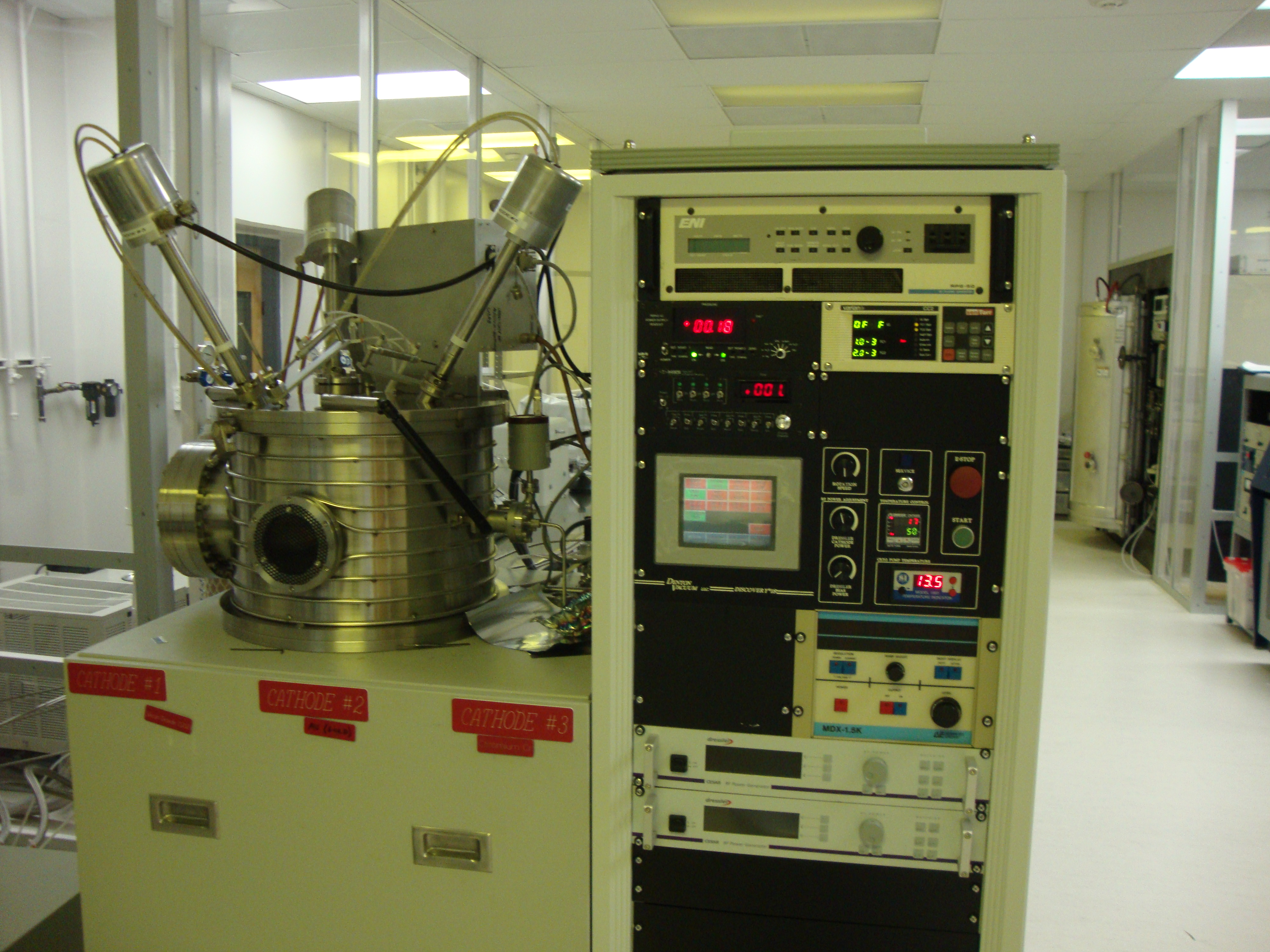
Комерційне устаткування іонного розпилення

Іо́нне розпи́лення — емісія атомів із поверхні твердого тіла під час його бомбардування важкими зарядженими або нейтральними частинками. У випадку бомбардування від'ємно зарядженого електрода (катода) додатними йонами, використовують також термін «катодне розпилення».

## Історія відкриття
Іонне розпилення відкрив 1852 року Вільям Гров, який намагався встановити аналогію між електролізом і «електризацією» газу.
Спочатку деякі дослідники це явище називали «електричним випаровуванням», оскільки в газорозрядних трубках металеві електроди «випаровувалися» за температур, які були значно нижчими від достатньої для цього. Надалі за процесом руйнування і розпилення металів у газорозрядних трубках закріпилася назва «катодне розпилення», оскільки на стінках трубок осідав переважно матеріал катода.

## Фізичний механізм розпилення

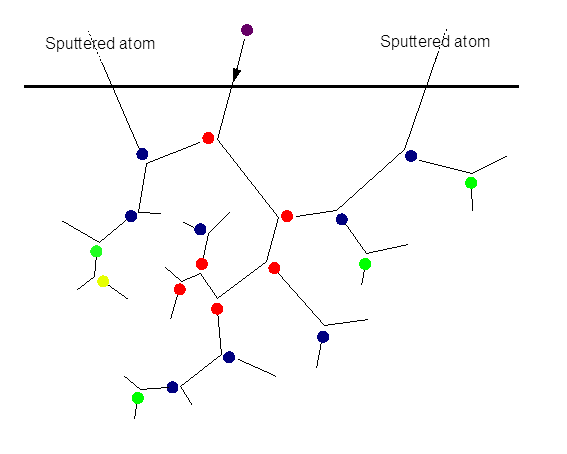
Схема розпилення атомів, викликаного каскадом зіткнень. Горизонтальна лінія — поверхня мішені, тонкі лінії — траєкторії руху атомів. Фіолетовий кружечок — частинка, що падає. Червоні, сині, зелені і жовті кружки позначають первинні, вторинні, третинні і четвертинні відскоки атомів після зіткнень. На малюнку два розпилених атоми мішені вилітають з поверхні.

Налітання важких частинок (найчастіше йонів) з кінетичною енергією, більшою від деякої порогової {\displaystyle {\mathcal {E}}_{\mathrm {thr} }=20...50} еВ, і зіткнення їх із поверхнею можуть викликати емісію атомів і молекул мішені. За енергій кілька сотень електронвольт іон, що падає, передає енергію одночасно багатьом атомам мішені, які, в свою чергу, стикаються з іншими атомами речовини. В кінці серії зіткнень настає локально рівноважний розподіл за енергією атомів із середньою енергією {\displaystyle {\mathcal {E}}_{t}}, що дорівнює або перевищує роботу виходу атома з поверхні. Більшість атомів, які взяли участь у каскаді зіткнень, залишаються зв'язаними в твердому тілі, але один або кілька можуть покинути поверхню.
Для емісії атома з поверхні необхідно, щоб він, по-перше, мав енергію не менше {\displaystyle {\mathcal {E}}_{t}}, а, по-друге, вектор швидкості, спрямований назовні від поверхні. Щоб ці умови могли бути виконані, частинка, що падає, має передати свій імпульс принаймні декільком атомам мішені (не менше трьох). Тому мінімальна порогова енергія частинки, що налітає, для розпилення {\displaystyle {\mathcal {E}}_{\mathrm {thr} }} перевищує роботу виходу приблизно на порядок.

## Коефіцієнт розпилення
| Матеріал мішені | {\displaystyle \gamma _{\mathrm {sput} }} |
| --------------- | ----------------------------------------- |
| Al              | 0,83                                      |
| Si              | 0,54                                      |
| Fe              | 0,97                                      |
| Co              | 0,99                                      |
| Ni              | 1,34                                      |
| Cu              | 2,00                                      |
| Ge              | 0,82                                      |
| W               | 0,32                                      |
| Au              | 1,18                                      |
| Al2O3           | 0,18                                      |
| SiO2            | 1,34                                      |
| GaAs            | 0,9                                       |
| SiC             | 1,8                                       |
| SnO2            | 0,96                                      |

Коефіцієнт розпилення {\displaystyle \gamma _{\mathrm {sput} }} визначається як число емітованих атомів на одне падіння іона і залежить від маси частинок, що падають, їх енергії і кута падіння, а також від матеріалу мішені.

### Залежність від енергії частинок, що падають
Коефіцієнт розпилення, що дорівнює нулю за енергії іона, що падає, меншої від порогової, швидко зростає аж до енергій кілька сотень електронвольт, де розпилення стає суттєвим. У разі, коли відносні атомні маси матеріалу мішені {\displaystyle Z_{t}} і падаючого йона {\displaystyle Z_{i}} великі і не надто різні {\displaystyle (0{,}2\lesssim Z_{t}/Z_{i}\lesssim 5;Z_{t},Z_{i}>>1)}, хорошим наближенням для коефіцієнта розпилення є вираз:
{\displaystyle \gamma _{\mathrm {sput} }={\frac {0{,}06}{{\mathcal {E}}_{t}}}{\sqrt {Z'}}\left({\sqrt {{\mathcal {E}}_{i}}}-{\sqrt {{\mathcal {E}}_{\mathrm {thr} }}}\right)},
де {\displaystyle Z'={\frac {2Z_{t}}{(Z_{i}/Z_{t})^{2/3}+(Z_{t}/Z_{i})^{2/3}}}}.
Таким чином, коефіцієнт розпилення залежить від енергії частинок, що падають, від їхньої маси і від матеріалу мішені. Слід зазначити, що наведені формули істинні лише для одноатомних іонів і нейтральних атомів.
За великих енергій частинок, що падають, наведена залежність порушується через те, що зростає глибина їх проникнення у матеріал. Каскад зіткнень відбувається глибше всередині поверхні, а атоми в приповерхневому шарі отримують менше енергії, що знижує ймовірність їх емісії. Таким чином, залежність коефіцієнта розпилення від енергії частинки, що налітає, має максимум, після якого коефіцієнт розпилення, за подальшого збільшення енергії, знижується.

### Залежність від кута падіння частинок
При збільшенні кута падіння {\displaystyle \theta } відносно нормалі до поверхні зменшується глибина проникнення частинок, що падають, у матеріал. Каскад зіткнень відбувається ближче до поверхні, її атоми отримують більшу частку енергії. Напрямок швидкості, переданої зміщуваним атомам сприятливіший для розпилення. Однак за занадто великих кутів падіння зростає ймовірність відбиття частинки, що падає, електричним полем на поверхні без істотного передання енергії атомам мішені. Таким чином, залежність коефіцієнта розпилення від кута падіння має максимум, який визначають за формулою:
{\displaystyle \theta _{max}={\frac {\pi }{2}}-\left[{\frac {5\pi a_{0}^{2}N^{2/3}Z_{i}Z_{t}R_{y}}{{\mathcal {E}}_{i}\left(Z_{i}^{2/3}+Z_{t}^{2/3}\right)}}\right]^{1/2}},
де {\displaystyle R_{y}} — стала Рідберґа.
Як видно з наведеного співвідношення, з ростом енергії йонів {\displaystyle \theta _{max}} збільшується.

## Енергія і кутовий розподіл розпилених атомів
При {\displaystyle {\mathcal {E}}_{i}>>{\mathcal {E}}_{\mathrm {thr} }} розпилені атоми мають такий розподіл за енергією і кутом вильоту {\displaystyle \chi }:
{\displaystyle f({\mathcal {E}},\chi )\propto {\frac {\mathcal {E}}{({\mathcal {E}}_{t}+{\mathcal {E}})^{3}}}\cos \chi }.
Максимум розподілу досягається за {\displaystyle {\mathcal {E}}={\mathcal {E}}_{t}/2}. Оскільки {\displaystyle {\mathcal {E}}_{t}\sim 3...6} еВ, характерна енергія розпилених атомів становить близько 1,5…3 еВ, що відповідає температурі 15000—30000 К і значно перевищує будь-яку досяжну рівноважну температуру.

## Негативні прояви
Іонне розпилення спричиняє ерозію електродів газонаповнених електровакуумних приладів (зокрема, газорозрядних ламп), зондів, використовуваних для діагностики плазми, електродів джерел плазми. Для зниження швидкості руйнування електродів прагнуть знизити енергію йонів, застосовують матеріали, що мають низький коефіцієнт розпилення (графіт, титан).

## Застосування
Іонне розпилення застосовується, переважно, в мікроелектронному виробництві для напилення тонких плівок і травлення рельєфу.
Також цей процес використовують у дуговому зварюванні алюмінію для руйнування оксидної плівки на його поверхні.